# Гористница (Псковская область)
Гористница — деревня в Печорском районе Псковской области России. Входит в состав городского поселения Печоры.

## География
Деревня находится в западной части Псковской области, в зоне хвойно-широколиственных лесов, к востоку от автодороги 58К-349, на расстоянии примерно 22 километров (по прямой) к юго-востоку от города Печоры, административного центра района.

### Климат
Климат характеризуется как умеренно континентальный, влажный. Средняя многолетняя температура самого холодного месяца (января) составляет −7,5 °С (абсолютный минимум — −41 °C), средняя температура самого тёплого (июля) — 18,7°С (абсолютный максимум — 36 °С). Безморозный период длится от 109 до 194 дней. Среднегодовое количество осадков — 611 мм, из которых 424 мм выпадает в тёплый период.

### Часовой пояс
Деревня Гористница, как и вся Псковская область, находится в часовой зоне МСК (московское время). Смещение применяемого времени относительно UTC составляет +3:00.

## Население
| 2002 | 2010 |
| ---- | ---- |
| 0    | →0   |